# Laetia ovalifolia
Laetia ovalifolia är en videväxtart som beskrevs av Macbride. Laetia ovalifolia ingår i släktet Laetia och familjen videväxter. Inga underarter finns listade i Catalogue of Life.